# Groninger Hockey Club
GHC was een Nederlandse hockeyclub uit Groningen.
De club werd op 1 oktober 1926 opgericht en fuseerde in de zomer van 1936 met DBS tot GHHC Groningen. De club speelde in een oranje tenue.
De club was vooral succesvol op toernooien en werd in de 10 jaren van haar bestaan een keer noordelijk kampioen bij de heren.